# Lord Frederick Cambridge
Lord Frederick Cambridge (Frederick Charles Edward) (født prins Frederick af Teck) (født 23. september 1907, død 15. maj 1940) var en efterkommer af den britiske kongefamilie. Han var brorsøn til dronning Mary af Storbritannien, der var gift med kong Georg 5. af Storbritannien.

## Slægt
Lord Frederick Cambridge var født i Wien i Østrig-Ungarn, hvor hans far var militærattaché. Hans far Adolphus Cambridge var dengang titulær hertug af Teck. Faderen blev senere den 1. markis af Cambridge. Frederick Cambridges mor var lady Margaret Grosvenor, datter af den 1. hertug af Westminster.
Lord Frederick Cambridges far (hertug Adolphus af Teck, senere den 1. markis af Cambridge ) var bror til dronning Mary af Storbritannien og svoger til kong Georg 5. af Storbritannien. Hertug Adolphus af Teck var oldesøn af kong Georg 3. af Storbritannien.

## Familie
Frederick Cambridge var ugift.

## Militærtjeneste
Frederick Cambridge gjorde tjeneste som kaptajn i Coldstream Guards. Under 2. verdenskrig faldt han i Belgien.